# Gartcosh
Gartcosh (Gart Cois in lingua gaelica scozzese) è una località della Scozia, situata nell'area di consiglio del Lanarkshire Settentrionale.